# Silent Shout: An Audio Visual Experience
Silent Shout: An Audio Visual Experience е единственото ДВД издание на шведското електронно дуо The Knife и реално представлява запис на техен концерт изнесен на 12 април 2006 в Гьотеборг, Швеция, част от тяхното турне Silent Shout. Дискът е издаден самостоятелно в Швеция на 8 ноември 2006, а в САЩ на 21 ноември 2006.
ДВД-то е с 5.1 съраунд звук и включва визуализациите на Андреас Нилсон, директор на Silent Shout турнето. Освен самия концерт от Гьотеборг, дискът включва и всички видеоклипове на групата дотогава, както и краткото филмче „When I Found the Knife“.
„Silent Shout: An Audio Visual Experience“ е включен в луксозната лимитирана версия на албума преиздадена през 2007 от Mute Records, заедно с аудио диск с концертните изпълнения на всички песни фигуриращи в ДВД-то.

## Концертни песни
1. Pass This On – 5:42
2. The Captain – 6:12
3. We Share Our Mothers' Health – 4:22
4. You Make Me Like Charity – 4:23
5. Marble House – 4:58
6. Forest Families – 4:17
7. Kino – 5:06
8. Heartbeats – 4:24
9. Silent Shout – 5:19
10. From Off to On – 5:35

## Пълна видеография
1. N.Y. Hotel
2. Heartbeats
3. You Take My Breath Away (1-ва версия)
4. Pass This On
5. Handy-Man
6. You Take My Breath Away (2-ра версия)
7. Silent Shout
8. Marble House (оригинална версия)
9. We Share Our Mothers' Health
10. Like a Pen
11. Marble House (неиздавана версия)